# Rare Champagne
 (juin 2022).
Il peut être nécessaire de l'améliorer pour respecter le principe de neutralité de point de vue. Veuillez consulter la page de discussion pour plus de détails.

 (juin 2022).
L'article doit être relu — et modifié si nécessaire — par des contributeurs indépendants pour apporter un regard critique aux contributions effectuées en violation des conditions d'utilisation de Wikipédia, tant sur la forme (notamment concernant le style encyclopédique, la proportionnalité) que sur le fond (la neutralité de point de vue, la qualité et l'indépendance des sources).
 (juin 2022).
Rare Champagne est un champagne né à Reims en 1976. Il a longtemps été considéré comme la cuvée de prestige du Champagne Piper-Heidsieck, maison de champagne fondée par Florens-Louis Heidsieck en 1785 à Reims. La maison Rare Champagne est depuis 2018 une marque à part entière au sein de la holding EPI. 
La maison Rare Champagne a déclaré seulement douze millésimes, en série limitée : 1976, 1979, 1985, 1988, 1990, 1998, 1999, 2002, 2006 en blanc, 2007 et 2008 à la fois en blanc et en rosé et 2012 en rosé.

## Historique de la maison
Rare Champagne a été créé par la maison Piper-Heidsieck, fondée en 1785 par Florens-Louis Heidsieck, qui souhaitait créer une cuvée en hommage à la Reine de France, Marie-Antoinette.
Florens-Louis Heidsieck présente sa première cuvée de prestige à Marie-Antoinette dans une bouteille appelée la « pinte majeure » en 1785.

### La cuvée du centenaire
Pour le centenaire de la présentation de la première cuvée de prestige de Piper-Heidsieck à la reine Marie-Antoinette, une série limitée de bouteilles est éditée en 1885: « la cuvée du centenaire ». Pour cette occasion, Pierre-Karl Fabergé, joaillier du tsar Alexandre III, réalisa une esquisse pour une bouteille rehaussée d’or, de diamants et de lapis-lazuli. Malheureusement les techniques de l'époque ne permettent pas de l'exécuter, le verre des bouteilles étant trop fragile, et le vin étant déjà à l’intérieur des bouteilles, toutes les précautions pour le conserver intactes sont prises et rendent la réalisation des dessins de Pierre-Karl Fabergé impossible.

### Naissance de la cuvée «Rare»

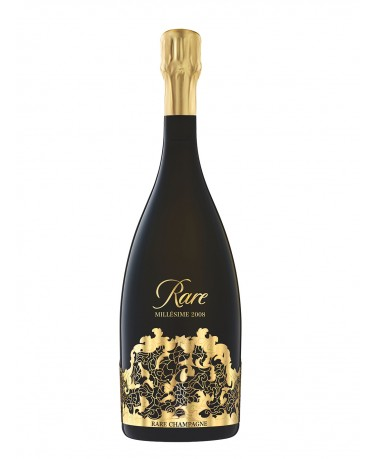
Bouteille de Rare Champagne

En 1985, cent ans après la bouteille dessinée par Fabergé, Van Cleef & Arpels a imaginé un flacon en or, diamants et lapis-lazuli pour le premier millésime de la maison au XXe siècle, « Rare Millésime 1976 ». La bouteille sera éditée en seulement trois exemplaires. Elle sera révélée par le Marquis d’Aulan, propriétaire de la Maison, au Château de Versailles par une grande célébration organisée dans l’Orangerie.

### Une marque à part-entière
Longtemps considérée comme la cuvée de prestige du Champagne Piper-Heidsieck, la maison Rare Champagne est depuis 2018 une marque à part entière. Pour mener à bien ce projet, la famille Descours, propriétaire de la marque, a alors confié les commandes à son chef de cave, Régis Camus, ainsi qu'à Maud Rabin, directrice de la maison chargée de développer la maison dans le monde.

### Historique des chefs de caves et de la direction
En 2011, le groupe Rémy Cointreau se sépare de son activité Champagne, cédant au groupe EPI la marque Charles Heidsieck ainsi que la marque Piper-Heidsieck, dont la cuvée « Rare ».

#### Régis Camus (2002 - 2022)
Régis Camus, chef de caves le plus récompensé du siècle, a rejoint la maison Rare Champagne en 2002. Il a été sacré huit fois « Sparkling winemaker of the year » par l’International Wine Challenge entre 2004 et 2013.
Il a collaboré avec différentes maisons de champagne comme notamment Piper-Heidsieck et Charles Heidsieck, qu'il a rejoint en 1994 et où il est devenu chef de cave en 2002.
En 2018, Regis Camus se consacre exclusivement à Rare Champagne. Il passera au total 28 ans au service de ces trois maisons de champagne,.

#### Maud Rabin et Emilien Boutillat (depuis 2022)
Pour succéder à Régis Camus, ce sont deux professionnels qui vont avoir la charge de s’occuper du développement de la marque : Emilien Boutillat, chef de cave, et Maud Rabin, responsable de la marque.

## Le flacon

### «La pinte majeur»
Depuis sa création, Rare Champagne est préservé dans une bouteille datant du XVIIIe siècle appelée « la pinte majeure ». C'est une bouteille aux épaules asymétriques héritée d’une longue tradition de soufflage du verre à la bouche par les maitres-verriers.
« C’est le flacon qui existait à l’époque quand Florens-Louis Heidsieck est allé faire déguster sa cuvée prestige à la Reine Marie-Antoinette. Il était anciennement soufflé bouche. Il a été convenu de garder exactement la même forme pour la fabrication actuelle. » selon Régis Camus pour « Les Arts de la Table ».

### La tiare
Rare Champagne a modifié la forme originelle de la « pinte majeure » et l’a ornée d’une dentelle en forme de couronne.  Cette tiare a été dessinée et imaginée par le célèbre orfèvre français Arthus-Bertrand en hommage à la ville de Reims qui a sacré presque tous les rois de France.

## Les millésimes
Les millésimes Rare Champagne sont issus à 70 % de chardonnay de la Côte des Blancs et de la Montagne de Reims et 30 % de pinot noir du cœur de la Montagne de Reims (Verzy ou Aÿ notamment). Les bouteilles restent un minimum de 8-9 ans dans les caveaux de maturation avant leur commercialisation. Plusieurs millésimes ont été commercialisés à ce jour :
- Millésime 1985
- Millésime 1998
- Millésime 2002
- Millésime 2006
- Millésime Rosé 2007
- Millésime 2008 et Millésime Rosé 2008
- Millésime Rosé 2012[17]

## «Rare Le Secret»
En 1997 après une météo difficile, aucune déclaration de millésime n’est faite pour la maison Rare Champagne. Le chef de caves, Régis Camus met tout de même en bouteille un peu plus de 1 000 magnums de Rare Champagne en les laissant vieillir. En 2018, Régis Camus a voulu partager ces bouteilles intitulées : « Rare Le Secret ». À la différence des autres millésimes de cette maison, « Rare Le Secret » est un champagne non-dosé. 
L’édition « Rare Le Secret », est confiée à Mellerio dits Meller, la plus ancienne dynastie de joailliers au monde, fondée en 1613 et installée Rue de la Paix à Paris.
Rare Champagne, propose à Mellerio d’imaginer une parure inspirée par la muse commune aux deux maisons : Marie-Antoinette. La reine de France aurait acheté en 1780 à Mellerio un bracelet orné de sept camées et grenats.
Quatre magnums ont ainsi été parés d’un joyau, inspiré des nœuds que Marie-Antoinette aimait porter pour orner ses tenues. Plusieurs flacons ont alors été créés :
- L’un évoquant la haute joaillerie, « Rare Le Secret Édition Haute Joaillerie » orné d’un diamant, rubis, saphir ou émeraude d’au moins un carat enlacé par les rubans parés de 510 diamants[1].
- L’autre « Rare Le Secret Édition Orfèvre » tiré en 1 000 magnums exclusifs numérotés habillés d’un cartouche doré à l’or 24 carats et muselet « Art & Craft »[1].

## Certification
En 2022, Rare Champagne obtient la certification B Corp, qui comporte un volet social, comme la parité homme-femme, et un volet environnemental : les pesticides sont exclus, les intrants sont réduits au profit de la phytothérapie, la viticulture est effectuée sans combustibles fossiles, l'électricité est renouvelable, etc.,.